# Nepenthes khasiana
Nepenthes khasiana ist eine Kannenpflanzenart aus der Familie der Kannenpflanzengewächse (Nepenthaceae), sie ist heimisch in Indien. Die Erstbeschreibung erfolgte 1873 durch Joseph Dalton Hooker.

## Beschreibung
Nepenthes khasiana zeichnet sich durch ein schnelles Wachstum aus. Mit bis zu 4 Meter Höhe (vereinzelt auch bis 6 Meter) stellt sie eher eine kleinere Art der Kannenpflanzen dar. Die Pflanze bildet einen kletternden, runden Stamm mit 8 bis 12 Zentimeter Durchmesser aus, die Blätter sind 15 bis 46 cm lang und 3 bis 10 cm breit. Die Ranke ist etwa 10 bis 25 cm lang, behaart und verhältnismäßig schlank.
Die grünen Kannen mit rotbraunen Streifen werden bis knapp 20 cm lang und haben einen Durchmesser von 3 bis 4,5 cm. Sie besitzen nur schmale Flügelleisten. Das Peristom ist mit 6 bis 10 mm relativ schmal. Die Kannenöffnung und der Deckel sind oval geformt. Die Kanne braucht etwa 64 Tage um sich zu bilden und „lebt“ dann für durchschnittlich 65 Tage, bevor sie wieder zerfällt. In der Kannenflüssigkeit wurden Moskito-Larven der Gattung Aedes gefunden.
Die Chromosomenzahl beträgt 2n = 80.

## Verbreitung
Zu finden ist die Pflanze in den Khasi-Bergen im indischen Bundesstaat Meghalaya (in einer Höhenlage von 1000 bis 1500 m) sowie im benachbarten Assam. Damit ist Nepenthes khasiana die einzige Kannenpflanze, die in Indien vorkommt. Das Gebiet zeichnet sich durch sehr hohe Niederschlagsmengen (2400 mm jährlich) aus. In den Nächten kann es verhältnismäßig kalt werden, auch tagsüber wird es nie richtig heiß.
Das Substrat besteht hauptsächlich aus Sand mit einem Anteil an organischer Substanz. Die Art ist in der Natur akut vom Aussterben bedroht und wird daher auch in Anhang I des Washingtoner Artenschutzabkommen (CITES) gelistet.

## Interessantes
Im Heimatland wird die Pflanze auch als Dämonenpflanze ("Tiew-rakot") oder Teufelsbecher ("Memang-koksi") bezeichnet.